# Shafiqa Quraishi
Shafiqa Quraishi (Afganistán, siglo XX) es una policía y activista afgana, defensora de los derechos humanos en Afganistán.

## Trayectoria
En 2010 fue nombrada Coronel de la policía y directora de Género, Derechos Humanos y del Niño en el Ministerio del Interior de Afganistán.
Fundó y dirigió un grupo de trabajo sobre la Estrategia Nacional de Reclutamiento de Género de Afganistán, con el objetivo de lograr que 5,000 mujeres trabajen en el Ministerio del Interior y mejorar dicho Ministerio para servir a las mujeres de Afganistán. También trabajó para obtener más beneficios para las mujeres trabajadoras, como cuidado infantil, atención médica, atención de maternidad, seguridad y capacitación en habilidades. Logró obtener promociones para mujeres que trabajan en la Policía nacional afgana que había sido injustamente ignorado durante años. A partir de 2011 es la mujer policía más importante de Afganistán.
Quraishi tuvo su trabajo interrumpido durante el gobierno talibán en Afganistán desde mediados de la década de 1990 hasta 2001.

## Reconocimientos
Recibió el Premio Internacional a las Mujeres de Coraje en 2010.